# Aloys von Euw
Aloys von Euw (* 11. Mai 1921 in Schwyz; † 8. September 2010 ebenda) war ein Schweizer Pfarrer und Brauchtumspfleger.

## Leben
Er empfing am 7. Juli 1946 in Chur die Priesterweihe. Von 1947 bis 1955 war er Vikar in Schlieren, anschließend bis 1964 Vikar in Heilig Kreuz Zürich. 1964 wurde er zum Pfarrer in Pfungen-Neftenbach ernannt, von wo aus er 1977 auf die Pfarrstelle in Morschach wechselte. Im Ruhestand lebte Aloys von Euw ab 2005 in Schwyz.

## Schriften
- Mit Bergschuhen geht man nicht in den Vatikan! Johannes Paul I. Rex-Verlag, Luzern/München 1979.
- Sankt Nikolaus begegnen. Rex-Verlag, Luzern 1994.
- Ach, ten personel naziemny. Wydawn, Kraków 1995.
- Morschach. Beuroner Kunstverlag Fink, 2004.
- Sie liessen ihn nicht im Stich. Triner, Schwyz 2008.
- Wenn Gallus und Otmar das Abenteuer wagen. Triner, Schwyz 2010.
- Chronik der Familie Schelbert von 1521 bis 2010, basierend auf Stammbuch l 275